# Amusurgus ornatipes
Amusurgus ornatipes är en insektsart som först beskrevs av Lucien Chopard 1925.  Amusurgus ornatipes ingår i släktet Amusurgus och familjen syrsor. Inga underarter finns listade i Catalogue of Life.